# Amphisbaena angustifrons
Espèce
Synonymes
- Amphisbaena knighti Parker, 1928

Amphisbaena angustifrons est une espèce d'amphisbènes de la famille des Amphisbaenidae.

## Répartition
Cette espèce se rencontre en Argentine, au Paraguay et en Bolivie. 

## Publication originale
- Cope, 1861 : Some remarks defining the following species of Reptilia Squamata. Proceedings of the Academy of Natural Sciences of Philadelphia, vol. 1861, p. 75-76 (texte intégral).